# Programa Educacional de Resistência às Drogas e à Violência

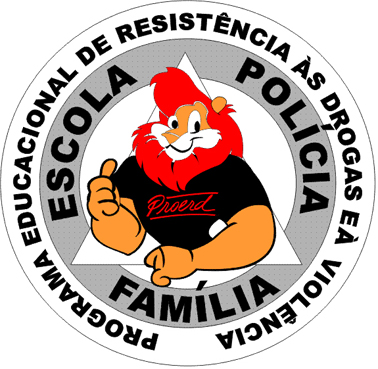
Logo do programa

O Programa Educacional de Resistência às Drogas e à Violência (PROERD) é programa educacional brasileiro que tem como base o DARE (Drug Abuse Resistance Education), programa educacional americano criado pela Professora e Psicopedagoga Ruth Rich em conjunto com chefe do Departamento de Polícia da cidade de Los Angeles Daryl Gates em 1983. Atualmente o Programa está presente nos 50 estados americanos, e em 58 países. Apesar de sua difusão, diversos estudos indicaram a ineficiência do programa, incluindo o do Surgeon General of the United States que em 2001 classificou o programa DARE como ineficaz. O Government Accountability Office realizou um novo estudo dois anos depois e obteve conclusões similares ao relatório do Surgeon General. Em consequência disso, o Departamento de Educação dos Estados Unidos cortou o financiamento ao DARE em 2004 enquanto outros órgãos do governo dos Estados Unidos reduziram significativamente o financiamento do programa (que passou de 10 milhões de dólares em 2002 para 3,5 milhões de dólares em 2012). Isso forçou a organização responsável pelo DARE a reformular o programa entre 2004 e 2009, adotando um novo currículo pedagógico chamado keepin' it REAL.
No Brasil ele chegou em agosto de 1992 introduzido por policiais estadunidenses na Polícia Militar do Estado do Rio de Janeiro, sendo que desde 2002 se encontra em todos os estados do Brasil. Em 2021 um estudo da Universidade Federal de São Paulo realizado em escolas do estado de São Paulo e publicado nas revistas científicas International Journal of Drug Policy e Prevention Science indicou que o programa Proerd foi considerado ineficaz.
Em 2005, Miriam Abramovay e Mary Castro apresentaram resultados de pesquisa sobre drogas com estudantes de 14 capitais do Brasil. Esta versão resumida condensa trabalho maior, publicado em 2002, a partir da análise de vários indicadores. Os dados trouxeram um retrato importante do modo como o tema perpassa o cotidiano escolar e sobre como pensam e se comportam os jovens com relação à questão. As autoras defendem a escola como espaço legítimo para abordagem do tema, dada sua importância como locusde formação. Defendem não somente o tema como parte do projeto pedagógico das escolas como ainda a possibilidade de uma outra escola, capaz de proteger a comunidade e ressignificar a vida em sociedade a partir de uma nova abordagem às drogas.

## Objetivos
O PROERD é desenvolvido nas escolas públicas e particulares, no 5.º e 7.º ano do ensino fundamental, na educação infantil (PROERD Kids) e para adultos. O programa é realizado por policiais militares treinados e preparados para desenvolver o lúdico através de metodologia especialmente voltada para crianças, adolescentes e adultos. O objetivo é transmitir uma mensagem de valorização de vida e da importância de manter-se longe das drogas e da violência. No PROERD, os pais são reforçados a importância da amizade e supervisão dos pais com os filhos. Após quatro meses de curso as crianças recebem o certificado PROERD, ocasião que prestam o compromisso de manter-se afastados e longe das drogas e da violência. O PROERD Pais é composto por cinco encontros de aproximadamente duas horas.

## O programa
O Programa é pedagogicamente estruturado em lições, ministradas obrigatoriamente por um policial militar fardado; que além da sua presença física em sala de aula como educador social, propicia um forte elo na comunidade escolar em que atua, fortalecendo o trinômio: Polícia Militar, Escola e Família.

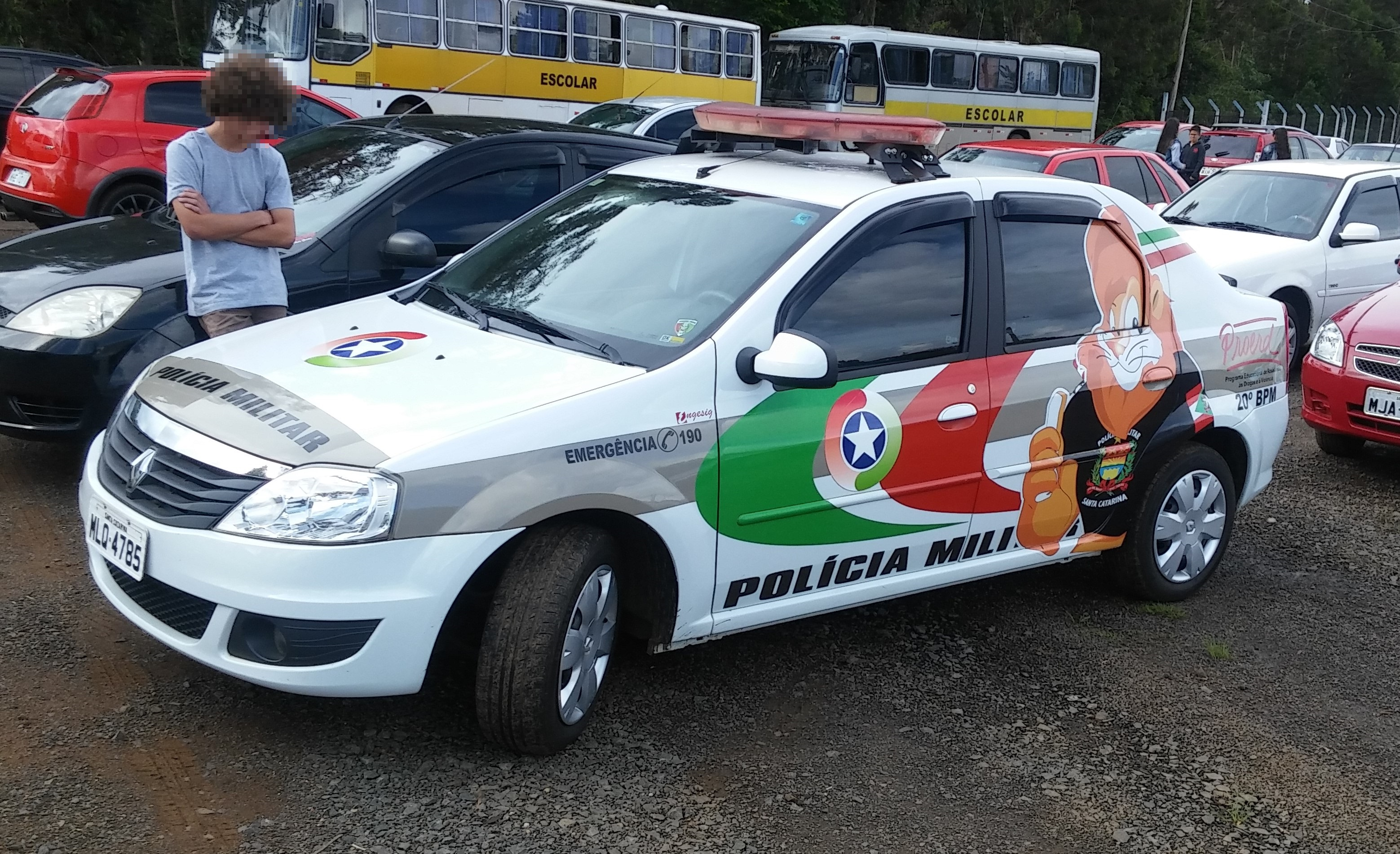
Viatura do PROERD da PMSC, 2017

O Programa oferece, em linguagem acessível às faixas etárias que se direciona, uma variedade de atividades interativas com a participação de grupos em aprendizado cooperativo; atividades projetadas para estimular os estudantes a resolverem os principais problemas na fase em que se encontram vivendo.
O Programa não invalida qualquer outro Programa, Trabalho ou Atividade de prevenção, dirigido aos jovens como um todo. A cooperação da sociedade é fundamental, e a participação efetiva do empresariado constitui-se na sustentação econômica e financeira, da viabilidade e continuidade do PROERD, visando atender parcela cada vez mais significativa das crianças e adolescentes, criando dessa forma uma rede protetiva crescente contra as drogas (lícitas e ilícitas), bem como, contra as atitudes que geram violência.

## Atendimento
Somente no Estado do Rio de Janeiro, o PROERD já atendeu mais de 1.200.000 crianças desde sua implantação, em 1992.
No estado de Santa Catarina, de 1998, ano inicial, até 2013, o PROERD chegou à marca de 1.000.000 de crianças atendidas no 5º ano, o que corresponde a aproximadamente 15% da população catarinense.

## Eficiência
Um estudo divulgado em dezembro de 2021 apontou falhas no programa, que não reduz o consumo de álcool e drogas entre os jovens.